# اندیس آردیز
آردیز یک اندیس فلزی است که در حوالی شهر پاریز استان کرمان قرار دارد و مادهٔ معدنی موجود در آن، مس است.سنگ میزبان این اندیس آذر آواری های قرمز ، کنگلومرا است و دیرینگی آن به دوران پالئوژن می‌رسد. در این اندیس، پاراژنز‌های پیریت یافت می‌شوند.